# Gelenkbrücke

Diagramme von Gelenkbrücken nach deren Gelenken:
A) Starrer Bogen (Langerscher Balken)
B) Scharnierbogen im Scheitel
C) Doppelgelenkbogen (in den Auflagern)
D) Dreigelenkiger Bogen (Scheitel und Auflagern)

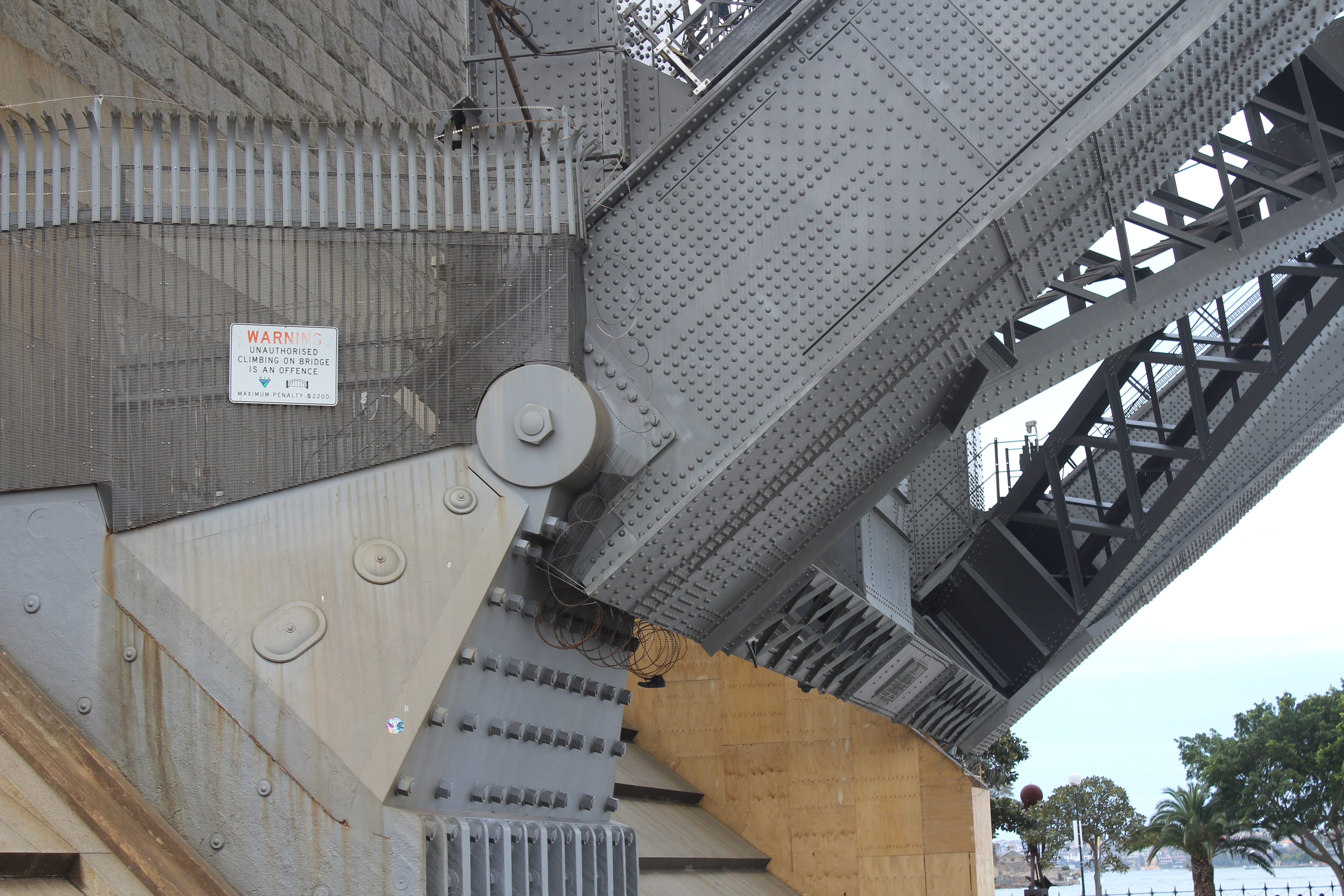
Auflagergelenk an der Sydney Harbour Bridge

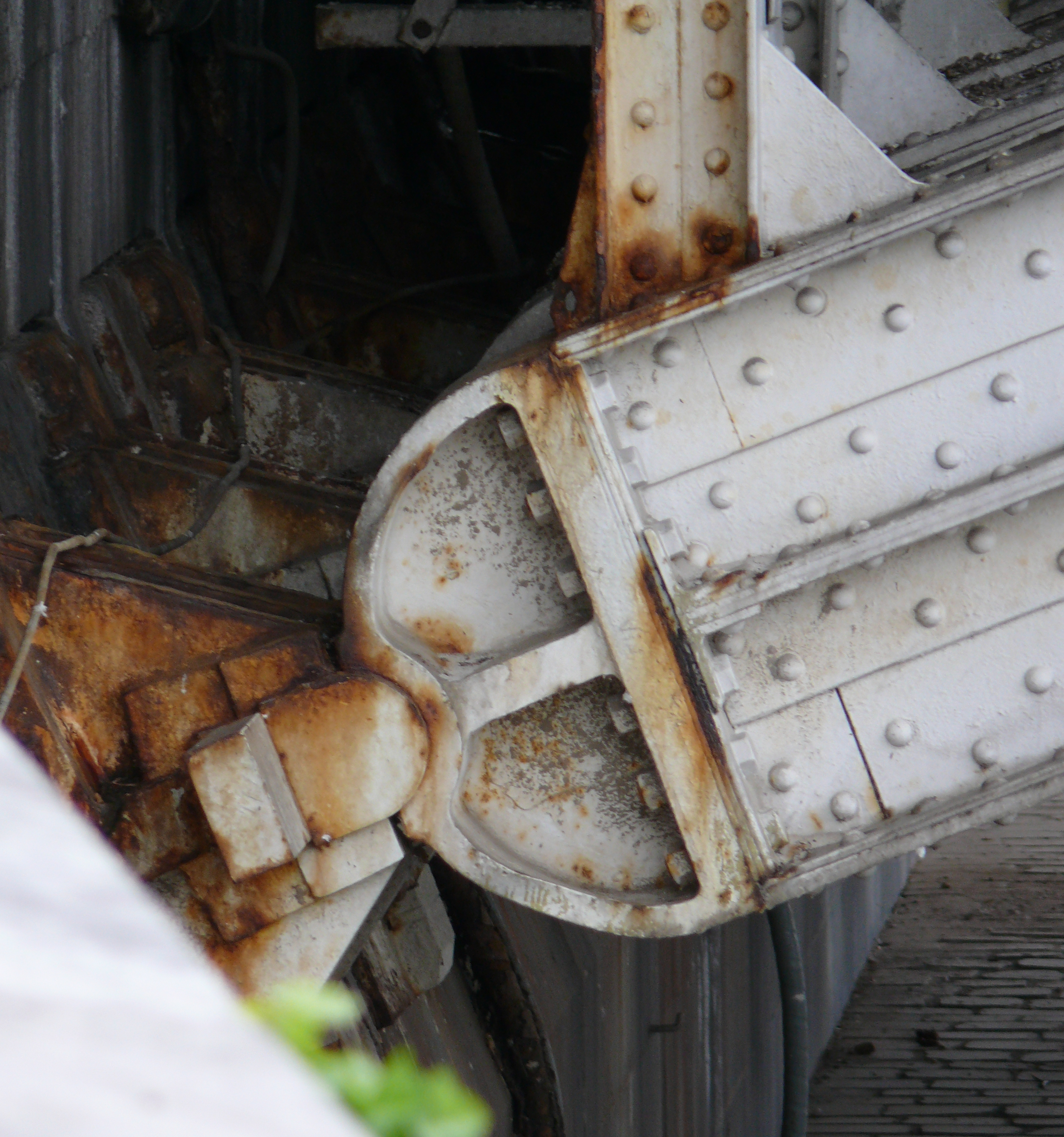
Auflagergelenk

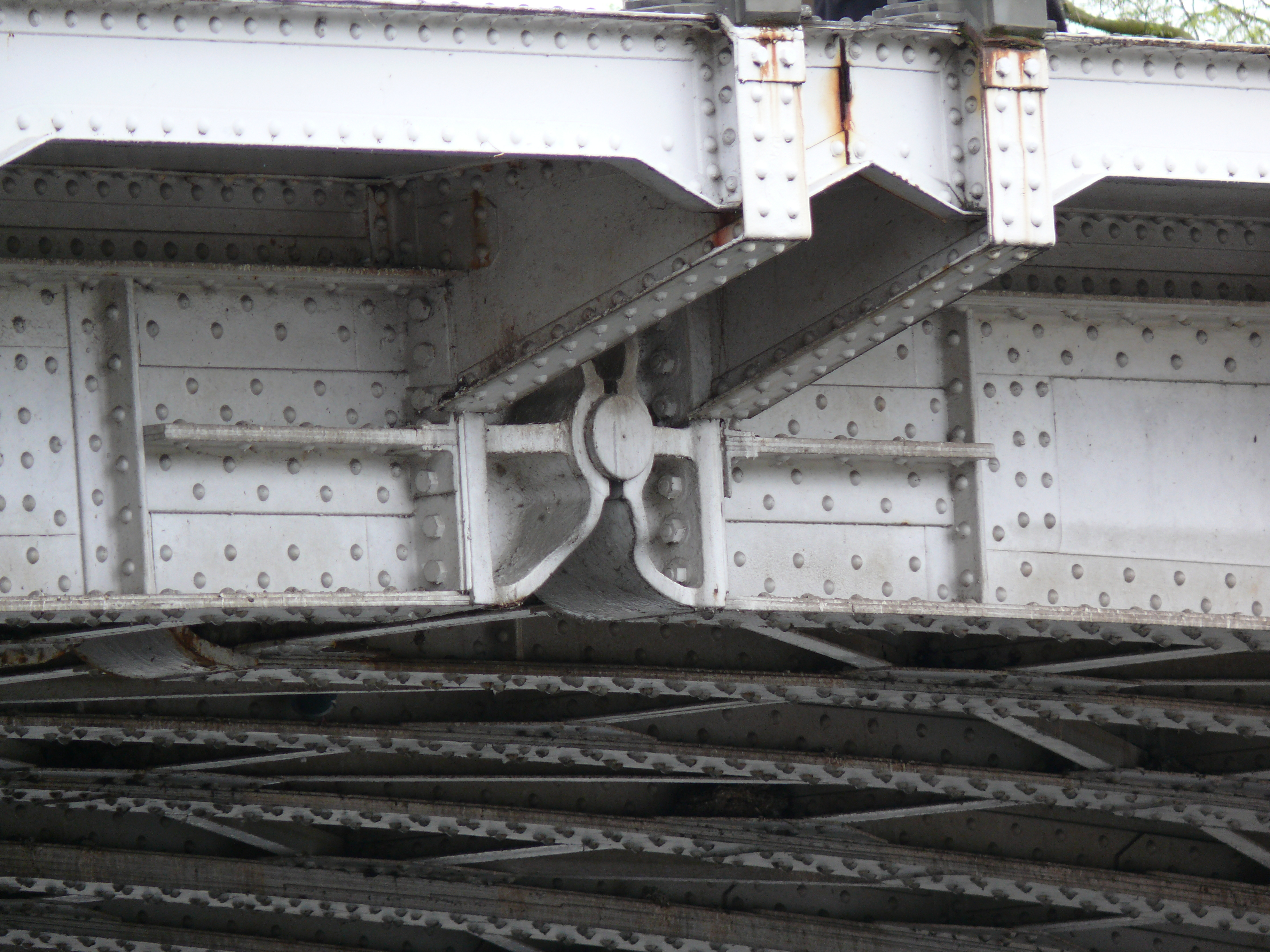
Gelenk im Scheitel

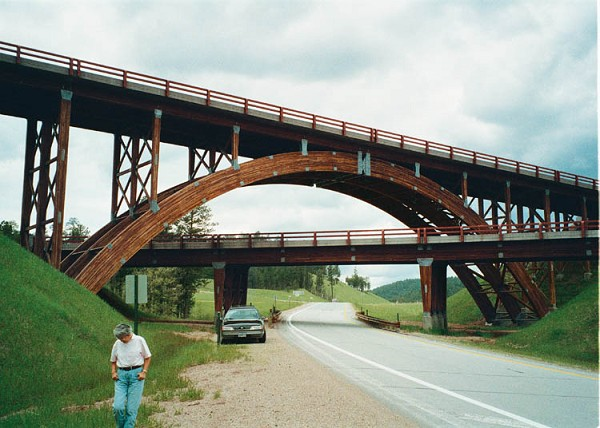
Holfbrücke mit sichtbarem Gelenk im Scheitel

Eine Gelenkbrücke ist eine Bogenbrücke mit einem oder mehreren Gelenken.
Die Gelenke gleichen Spannungsschwankungen aus.